# 郎溪县
郎溪县位于中国安徽省东南部，是宣城市下辖的一个县。与江苏省南京市、常州市、安徽省宣城市的宣州区、广德县接壤。
区域总面积为1105平方公里，总人口约32万人，县人民政府驻建平镇。

## 地理
郎溪县属于长江中下游平原，县域内有南漪湖、郎川河等水系，水面占总面积的三分之一，是典型的江南水乡。

## 人口
根据安徽省宣城市第七次全国人口普查公报显示：郎溪县常住人口为311513人，男性人口占比51.08%，女性人口占比48.92%，年龄结构中0-14岁占比14.69%，15-59岁占比64.78%，60岁以上占比20.53%，65岁以上占比16.91%。

## 历史
宋太宗端拱元年（988年），划广德县西北桐乡、昭德、临湖、原通、妙泉5乡设置建平县，隶属广德军，县治在郎步镇。民国三年（1914年），因与清朝直隶省（今属辽宁省）新置的建平县同名，改名郎溪县。“因治南有郎溪水，取其意定名郎溪”。

## 经济
主要作物除水稻、油菜外还有茶叶，拥有亚洲第二，全国第一规模的十字铺茶场，是“中国绿茶之乡”。郎溪农业发达，但是工业相对落后，众多名优特产都是以原材料方式，销售至江浙地区。

## 特产
“瑞草魁”是该县名茶，自唐代起就是贡品，1996年又荣获“中国茶叶金质奖”。除外还有“姚村闷酱、南湖银鱼、侯村蜜枣、钱桥吊瓜籽等”。

## 旅游
“石佛山-天子湖旅游风景区”是该县唯一星级景区，该景区主体石佛山属于黄山余脉，山上石头造型各异、千奇百怪，又因传说地藏王菩萨在此处得道，故而此山名“石佛山”，每年的农历7月30是石佛山庙会。石佛山东西各有一个水库，站在山顶可以看见绿水环山、翠竹铺地，又因山上寺庙大多建在石头上，有诗云“一佛撑云石抱寺，两湖明镜水环山”。

## 行政区划
郎溪县下辖7个镇、2个乡：
建平镇、十字镇、新发镇、涛城镇、梅渚镇、毕桥镇、飞鲤镇、凌笪镇、姚村镇、郎溪经济开发区、安徽省国营十字铺茶场和上海市白茅岭监狱。

## 交通
- 235国道
- 沪渝高速
- 溧宁高速
- 宣杭铁路：十字铺站
- 商杭客运专线：郎溪南站